# Acklam (Ryedale)
Acklam est un village et une paroisse civile du Yorkshire du Nord, en Angleterre.